# Isla Qeqertarsuatsiaq
La isla Qeqertarsuatsiaq (en danés: Hareøen) es una isla aislada y deshabitada en el municipio de Qaasuitsup, en la bahía de Baffin frente a la costa occidental de Groenlandia.

## Geografía
Qeqertarsuatsiaaq está separada de la isla Disko, que es mucho más grande, en el sureste por el canal de Maligaat, y de la Península de Nuussuaq al noreste por el estrecho de Sullorsuaq.